# Paul Giamatti
Paul Edward Valentine Giamatti (New Haven, Connecticut, 1967. június 6. –) többszörös Golden Globe- és Emmy-díjas amerikai színész és komikus. Az 1990-es években olyan filmekben volt látható, mint a Sabrina, Intim részek, Fedőneve: Donnie Brasco, Ryan közlegény megmentése, míg a 2000-es évek után a Gagyi mami, Sikersztori, Kerülőutak, A remény bajnoka és a John Adams című filmek fűződnek a nevéhez.

## Gyermekkora és magánélete
Giamatti a connecticut, New Havenben született 1967. június 6-án. Apja Bartlett Giamatti, a Yale Egyetemen volt egyetemi tanár, akiből később a Major League Baseball elnöke lett, míg anyja Toni Smith (ír-amerikai), a Hopkins School egyik tanára, testvére pedig Marcus, szintén színész. Giamatti a The Foote Schoolra járt, azután az elit bentlakásos Choate Rosemary Hall iratkozott be. Ezután a Yale University színházban ment, ahol Ron Livingston és Edward Norton is dolgozott. 1989-ben diplomázott le a Yale-en. A Fine Arts Drama Yale Schoolban folytatta, hogy keressen magának egyetemi diplomát. 1990-ben már szerepelhetett is egy TV-filmben a She'll Take Romance-ben. 1997. október 13-án feleségül vette Elizabeth Giamattit, akivel máig boldog házasságban élnek és akitől lett egy gyereke, Samuel Giamatti.

## Pályafutása

### '90-es évek
Giamatti 1990-ben tűnt fel először a tv-ben a She'll Take Romance (1990) című filmben egy rövid szerep erejéig. Folytatta az ehhez hasonló szerepeket, hogy valamiből megéljen; Éjféli őrjöngés (1991), Hatalmas Aphrodité (1995), Sabrina vagy a Fedőneve: Donnie Brasco (1995). Egészen 1997-ig kellett "várnia", hogy felfigyeljenek rá, amikor Howard Stern szerepet ajánlott neki az Intim részekben (1997). Ugyan nem kapkodtak érte a rendezők, de már nagy mozikban kapott kisebb szerepeket; Álljon meg a nászmenet! (1997), Truman Show (1998), Dr. Dolittle (1998), Ryan közlegény megmentése (1998), Nincs alku (1998). Miloš Forman viszont már nagyobb szerepet szánt neki mint Bob Zmundát az Ember a Holdon-ban (1999) Jim Carrey-vel.

### 2000 után
Giamatti folytatta a jelentős filmeket, de még mindig nem bíztak rá olyan szerepet, amiben igazán ki tudott volna bontakozni; Gagyi mami (2000), Martin Lawrence-szel, A majmok bolygója (2001), Mark Wahlberggel vagy a Lépéselőny (2003), Dustin Hoffmannal. Végül 2003-ban Robert Pulcini és Shari Springer Berman főszerepet ajánlottak a Sikersztori (2003) című filmbe, amit Giamatti meg is hálált, számos díjra jelölték érte. Innentől beindult Paul karrierje. 2004-ben ismét főszerepet kapott a Kerülőutakban (2004), amiért jelölte a Golden Globe-díj a Legjobb férfi színész (komédia vagy musical) kategóriában. 2005-ben visszatért a mellékszerepekhez, Russell Crowe oldalán volt látható A remény bajnokában, amivel nem is járt rosszul, hiszen számos díjat nyert, ismét jelölték Golden Globe-díjra és először jelölték Oscar-díjra a legjobb férfi mellékszereplő kategóriában, de a díjat George Clooney kapta a Szirianaért. 2008-ban eljátszotta John Adams-et, az Amerikai Egyesült Államok egykori elnökét, a John Adams (2008) című TV-filmben, amiért végül megnyerte a Golden Globe-díjat és az Emmy-díjat. 2009-ben szerepelt a The Last Station (2009) James McAvoyjal, majd 2010-ben a Barney és a nők című filmben Dustin Hoffmanal, melyért megkapta élete második Golden Globe-díját.
2011-ben szerepelt a Too Big to Fail, melyért újabb Golden Globe-jelölést szerzett és az igen sikeres Másnaposok második részében is játszott. Készülő filmjeiben van a Cosmopolis, melyet David Cronenberg rendez, valamint a Rock of Agesben Tom Cruise oldalán lép fel.
2016-ban szerepelt a Billions (Milliárdok nyomában) című sorozatban, ami hatalmas sikert aratott. A filmekben Chuck Rhoades államügyészt alakította.

## Filmográfia

### Film
| Év   | Magyar cím                             | Eredeti cím                         | Szerep                                            | Magyar hang         |
| ---- | -------------------------------------- | ----------------------------------- | ------------------------------------------------- | ------------------- |
| 1991 | Éjféli őrjöngés                        | Past Midnight                       | Larry Canipe                                      | Dózsa Zoltán        |
| 1992 | Facérok                                | Singles                             | csókolózó férfi                                   |                     |
| 1995 | Hatalmas Aphrodité                     | Mighty Aphrodite                    | kutató                                            | Rudas István        |
| 1995 | Sabrina                                | Sabrina                             | Scott                                             |                     |
| 1996 | A gyanú árnyékában                     | Before and After                    | esküdtszék tagja (stáblistán nincs feltüntetve)   |                     |
| 1996 | Érzelmek szobája                       | Breathing Room                      | George                                            |                     |
| 1997 | Gena, a lebilincselő                   | Arresting Gena                      | Wilson nyomozó                                    | Balázsi Gyula       |
| 1997 | Fedőneve: Donnie Brasco                | Donnie Brasco                       | FBI technikus                                     |                     |
| 1997 | Intim részek                           | Private Parts                       | Kenny `Röfiböfi` Rushton                          | Csuja Imre          |
| 1997 | Álljon meg a nászmenet!                | My Best Friend's Wedding            | Richard                                           | Csuja Imre          |
| 1997 | Agyament Harry                         | Deconstructing Harry                | Abbott professzor                                 |                     |
| 1997 |                                        | A Further Gesture                   | szállodai alkalmazott                             |                     |
| 1998 | Truman Show                            | The Truman Show                     | rendező az irányítótoronyban                      | Bicskey Lukács      |
| 1998 | Dr. Dolittle                           | Doctor Dolittle                     | Blaine Hammersmith (stáblistán nincs feltüntetve) | Kapácsy Miklós      |
| 1998 | Ryan közlegény megmentése              | Saving Private Ryan                 | Hill őrmester                                     | Barabás Kiss Zoltán |
| 1998 | Nincs alku                             | The Negotiator                      | Rudy Timmons                                      | Kálloy Molnár Péter |
| 1998 | Széf fiúk                              | Safe Men                            | Veal Chop                                         |                     |
| 1999 | Broadway 39. utca                      | Cradle Will Rock                    | Carlo                                             |                     |
| 1999 | Ember a Holdon                         | Man on the Moon                     | Bob Zmunda                                        | Fazekas István      |
| 2000 | Gagyi mami                             | Big Momma's House                   | John                                              | Schnell Ádám        |
| 2000 | Tuti duók                              | Duets                               | Todd Woods                                        | Kerekes József      |
| 2000 | Tuti duók                              | Duets                               | Todd Woods                                        | Vári Attila         |
| 2001 | Helyzetek és gyakorlatok               | Storytelling                        | Toby Oxman                                        | Lippai László       |
| 2001 | A majmok bolygója                      | Planet of the Apes                  | Limbo                                             | Koroknay Géza       |
| 2002 | Minden hájjal megkent hazug            | Big Fat Liar                        | Marty Wolf                                        | Kerekes József      |
| 2002 |                                        | Thunderpants                        | Johnson J. Johnson                                |                     |
| 2003 | Sikersztori                            | American Splendor                   | Harvey Pekar                                      | Kerekes József      |
| 2003 | A felejtés bére                        | Paycheck                            | Shorty                                            | Háda János          |
| 2003 | Lépéselőny                             | Confidence                          | Gordo                                             | Józsa Imre          |
| 2004 | Kerülőutak                             | Sideways                            | Miles                                             | Kálloy Molnár Péter |
| 2005 | Robotok                                | 'Robots                             | Tim, a kapuőr (hangja)                            | Fekete Zoltán       |
| 2005 |                                        | The Fan and the Flower (rövidfilm)  | narrátor (hangja)                                 |                     |
| 2005 | A remény bajnoka                       | Cinderella Man                      | Joe Gould                                         | Scherer Péter       |
| 2006 | Asterix és a vikingek                  | Astérix et les Vikings              | Asterix (angol hangja)                            |                     |
| 2006 | Vergődő sólyom                         | The Hawk Is Dying                   | George Gattling                                   |                     |
| 2006 | A mágus                                | The Illusionist                     | Walter Uhl főfelügyelő                            | Kerekes József      |
| 2006 | Lány a vízben                          | Lady in the Water                   | Cleveland Heep                                    | Józsa Imre          |
| 2006 | Hangya boy                             | The Ant Bull                        | Stan Beals (hangja)                               | Besenczi Árpád      |
| 2007 | Egy bébiszitter naplója                | The Nanny Diaries                   | Mr. X                                             | Kerekes József      |
| 2007 | Golyózápor                             | Shoot 'Em Up                        | Hertz                                             | Józsa Imre          |
| 2007 |                                        | Too Loud a Solitude                 | Hanta (hangja)                                    |                     |
| 2007 | Télbratyó                              | Fred Claus                          | Nicholas "Nick" Claus                             | Józsa Imre          |
| 2008 | Röppentyűöv                            | Pretty Bird                         | Rick Honeycutt                                    | Rába Roland         |
| 2009 | Aztán mindennek vége                   | The Last Station                    | Vladimir Chertkov                                 | Csankó Zoltán       |
| 2009 | Kettős játék                           | Duplicity                           | Richard Garsik                                    | Hannus Zoltán       |
| 2009 | Lélekölő                               | Cold Souls                          | Paul Giamatti                                     | Máté Gábor          |
| 2009 |                                        | The Haunted World of El Superbeasto | Dr. Satan / Steve Wachowski (hangja)              |                     |
| 2009 | Az utolsó állomás                      | The Last Station                    | Vladimir Csertkov                                 |                     |
| 2010 | Barney és a nők                        | Barney's Version                    | Barney Panofsky                                   | Scherer Péter       |
| 2011 | Győzzünk már!                          | Win Win                             | Mike Flaherty                                     | Józsa Imre          |
| 2011 | Lovagok háborúja – Harc a végsőkig     | Ironclad                            | János király                                      | Háda János          |
| 2011 | Másnaposok 2.                          | The Hangover Part II                | Kingsley / Peters nyomozó                         | Besenczi Árpád      |
| 2011 | A hatalom árnyékában                   | The Ides of March                   | Tom Duffy                                         | Kerekes József      |
| 2012 | Mindörökké Rock                        | Rock of Ages                        | Paul Gill                                         | Besenczi Árpád      |
| 2012 | Cosmopolis                             | Cosmopolis                          | Benno Levin                                       | Berzsenyi Zoltán    |
| 2012 | John a végén padlót fog                | John Dies at the End                | Arnie Blondestone                                 |                     |
| 2013 | Hamarosan karácsony                    | All Is Bright                       | Dennis                                            | Háda János          |
| 2013 | A futurológiai kongresszus             | The Congress                        | Dr. Baker                                         |                     |
| 2013 | Turbó                                  | Turbo                               | Chet (hangja)                                     | Schnell Ádám        |
| 2013 | 12 év rabszolgaság                     | 12 Years a Slave                    | Freeman                                           | Háda János          |
| 2013 | Félelmetes nap                         | Parkland                            | Abraham Zapruder                                  | Besenczi Árpád      |
| 2013 | Rómeó és Júlia                         | Romeo & Juliet                      | Lőrinc barát                                      | Harsányi Gábor      |
| 2013 | Banks úr megmentése                    | Saving Mr. Banks                    | Ralph                                             | Kerekes József      |
| 2014 | Ernest és Celestine                    | Ernest et Célestine                 | Patkánybíró (angol hangja)                        |                     |
| 2014 |                                        | River of Fundament                  | Ptah-Nem-Hotep                                    |                     |
| 2014 | A csodálatos Pókember 2.               | The Amazing Spider-Man 2            | Aleksei Sytsevich / Rhinó                         | Józsa Imre          |
| 2014 | Madame Bovary                          | Madame Bovary                       | Homais úr                                         | Kassai Károly       |
| 2015 |                                        | Giant Sloth (rövidfilm)             | Gordon Boonewell (hangja)                         |                     |
| 2015 | Szeretet és köszönet                   | Love & Mercy                        | Dr. Eugene Landy                                  | Kerekes József      |
| 2015 | A kis herceg                           | Le Petit Prince                     | A tanár                                           | Jakab Csaba         |
| 2015 | Törésvonal                             | San Andreas                         | Lawrence                                          | Józsa Imre          |
| 2015 | Egyenesen Comptonból                   | Straight Outta Compton              | Jerry Heller                                      | Csuja Imre          |
| 2016 | Ratchet és Clank: A galaxis védelmezői | Ratchet & Clank                     | Drek (hangja)                                     | Csuja Imre          |
| 2016 | April és az ál-világ                   | April and the Extraordinary World   | Pizoni (hangja)                                   |                     |
| 2016 |                                        | The Phenom                          | Dr. Mobley                                        |                     |
| 2016 | Morgan                                 | Morgan                              | Dr. Alan Shapiro                                  | Berzsenyi Zoltán    |
| 2018 |                                        | I Think We're Alone Now             | Patrick                                           |                     |
| 2018 |                                        | Private Life                        | Richard                                           |                     |
| 2018 |                                        | The Catcher Was a Spy               | Samuel Goudsmit                                   |                     |
| 2018 | Fehér Agyar                            | White Fang                          | Beauty Smith (hangja)                             |                     |
| 2021 | Lőpor turmix                           | Gunpowder Milkshake                 | Nathan                                            | Kerekes József      |
| 2021 | Dzsungeltúra                           | Jungle Cruise                       | Nilo                                              | Kerekes József      |
| 2021 | Egy falatnyi levegő                    | A Mouthful of Air                   | Dr. Sylvester                                     |                     |
| 2023 | Téli szünet                            | The Holdovers                       | Paul Hunham                                       | Kerekes József      |

### Televízió
| Év        | Magyar cím                      | Eredeti cím                              | Szerep                        | Megjegyzések                             |
| --------- | ------------------------------- | ---------------------------------------- | ----------------------------- | ---------------------------------------- |
| 1990      |                                 | She'll Take Romance                      | bekiabáló férfi               | tévéfilm                                 |
| 1994      | New York rendőrei               | NYPD Blue                                | férfi hálózsákban             | 1 epizód                                 |
| 1995      |                                 | New York News                            | Dr. Wargner                   | 1 epizód                                 |
| 1996      |                                 | The Show                                 | Jeffrey Roffman               | 1 epizód                                 |
| 1998      | Gyilkos utcák                   | Homicide: Life on the Street             | Harry Tjarks                  | 1 epizód                                 |
| 1998      | Család négy keréken             | Tourist Trap                             | Jeremiah Piper                | tévéfilm                                 |
| 1998      |                                 | Winchell                                 | Herman Kurfeld                | tévéfilm                                 |
| 1999      |                                 | American Experience                      | narrátor (hangja)             | 1 epizód                                 |
| 2000      | Ha a falak beszélni tudnának 2. | If These Walls Could Talk 2              | Ted Hedley                    | tévéfilm                                 |
| 2001      | Texas királyai                  | King of the Hill                         | Mr. McKay (hangja)            | 1 epizód                                 |
| 2003      | A Pentagon-ügyirat              | The Pentagon Papers                      | Anthony Russo                 | tévéfilm                                 |
| 2005      | Saturday Night Live             | Saturday Night Live                      | önmaga (házigazda)            | 1 epizód                                 |
| 2006      |                                 | The Amazing Screw-On Head                | Screw-On Head (hangja)        | próbaepizód                              |
| 2008      | John Adams                      | John Adams                               | John Adams                    | minisorozat (7 epizód)                   |
| 2010      | A stúdió                        | 30 Rock                                  | Ritchie                       | 1 epizód                                 |
| 2011      |                                 | Prohibition                              | önmaga                        | dokumentumsorozat                        |
| 2011      | Válság a Wall Streeten          | Too Big to Fail                          | Ben Bernanke                  | - tévéfilm - magyar hangja: - Csuja Imre |
| 2013      | Downton Abbey                   | Downton Abbey                            | Harold Levinson               | 1 epizód                                 |
| 2014      |                                 | The Roosevelts: An Intimate History      | Theodore Roosevelt (hangja)   | dokumentumsorozat                        |
| 2014      |                                 | Hoke                                     | Hoke Mosely                   | próbaepizód vezető producer              |
| 2014–2015 | Amynek áll a világ              | Inside Amy Schumer                       | Isten / 10. esküdt            | 2 epizód                                 |
| 2015      |                                 | Breakthrough                             | önmaga                        | dokumentumsorozat renedző (1 epizód)     |
| 2016–2017 |                                 | Outsiders                                | nem szerepel                  | vezető producer                          |
| 2016–2023 | Milliárdok nyomában             | Billions                                 | Chuck Rhoades                 | 84 epizód                                |
| 2017      | BoJack Horseman                 | BoJack Horseman                          | önmaga (mint BoJack) (hangja) | 1 epizód                                 |
| 2017      |                                 | At Home with Amy Sedaris                 | Mr. Ogilvy                    | 1 epizód                                 |
| 2018      |                                 | Nature                                   | narrátor (hangja)             | 1 epizód                                 |
| 2018–2019 |                                 | Lodge 49                                 | L. Marvin Metz                | 4 epizód vezető producer                 |
| 2020      | Hormonokkal túlfűtve            | Big Mouth                                | Andrew ürüléke (hangja)       | 1 epizód                                 |
| 2020–2022 | Rick és Morty                   | Rick and Morty                           | Story Lord (hangja)           | 2 epizód                                 |
| 2021      | Sam fiai: Út a sötétségbe       | The Sons of Sam: A Descent Into Darkness | Maury Terry (hangja)          | 4 epizód                                 |
| 2022      |                                 | Benjamin Franklin                        | John Adams (hangja)           | dokumentumfilm                           |
| 2023      | Még egy esély                   | Teenage Euthanasia                       | Vic (hangja)                  | 1 epizód                                 |
| 2023      | 30 ezüst                        | 30 Coins                                 | Christian Barbrow             | 8 epizód                                 |

## Fordítás
- Ez a szócikk részben vagy egészben  a   Paul_Giamatti című angol Wikipédia-szócikk fordításán alapul.  Az eredeti cikk szerkesztőit annak laptörténete sorolja fel. Ez a jelzés csupán a megfogalmazás eredetét és a szerzői jogokat jelzi, nem szolgál a cikkben szereplő információk forrásmegjelöléseként.